# Prieuré de Merton
Pour les articles homonymes, voir Merton.
Le prieuré de Merton est un prieuré augustin anglais fondé en 1114 par Gilbert Norman, shérif de Surrey sous le roi Henri Ier (1100-1135). 
Il était situé dans la seigneurie de Merton dans le comté de Surrey, ce qui corespond de nos jours au quartier de Colliers Wood dans le Borough londonien de Merton.

## Description
Les bâtiments du prieuré étaient situés dans le diocèse de Winchester (aujourd'hui dans le diocèse de Southwark), à l'endroit où la rivière Wandle est traversée par Stane Street (la voie romaine vers Chichester), à environ 10 kilomètres de la Cité de Londres. 
Le prieuré détenait des terres cultivées et des pâturages dans le Surrey et détenait des manoirs et d'autres terres ailleurs, ainsi que le patronage d'églises, en Angleterre. Les chanoines de Merton étaient les chanoines de Canonteign (en). 

## Histoire
Fondé en 1114, en 1117, des chanoines réguliers du prieuré augustinien de Huntingdon s'y installent. 
Le prieuré devient un important centre d'apprentissage et de diplomatie. Thomas Becket y étudie brièvement vers 1130, et porte plus tard l'habit de chanoine de Merton, tout comme son successeur, Hubert Walter. Walter de Merton y étudie vraisemblablement dans les années 1230 ; il crée une maison pour les érudits de Merton à Old Malden, qui est finalement transférée à Oxford et devient le Merton College. Edmond d'Abingdon écrit certaines de ses conférences d'Oxford au prieuré. En 1205, le roi Jean sans Terre envoie un chanoine de Merton comme ambassadeur en Normandie ; le prince Louis de France y fait pénitence après une série de conférences de paix aboutissant au traité de Lambeth en 1217.
En 1236, le roi Henri III tient un Parlement au Prieuré au cours duquel est votée la loi de Merton autorisant, entre autres, les lords of the manor à clôturer des biens communaux à condition qu'il reste suffisamment de pâturages pour leurs locataires. Il s'agit de la première loi enregistrée du premier parlement anglais.
Le 1er novembre 1437, peu avant son 16e anniversaire, Henri VI a une cérémonie de couronnement au prieuré de Merton, bien que la nature exacte de celle-ci ne soit pas claire,.

### Destruction
Le prieuré est démoli en 1538, à la suite de la dissolution des monastères par le roi Henri VIII, après avoir été évalué dans le Valor Ecclesiasticus (en) de 1535 à une somme relativement élevée de 960 £ 16 shillings 6 pence. John Bowles rend le monastère de 14 chanoines le 16 avril 1538. Une grande partie de la maçonnerie est réutilisée au Palais de Sans-Pareil. Le site du prieuré est de nos jours occupé par le supermarché Sainsbury's. Les vestiges de la salle capitulaire sont conservés dans un musée sous Merantun Way, entre Sainsbury's et Merton Abbey Mills (en).

## Prieurs
- Robert Bayle (vers 1115-1150)
- Robert (de Tew?) (1150-1167)
- William 1167-1177)
- Stephen, 1177-1186)
- Robert (1178-1186)
- Richard (1190-8)
- Walter (1198-1218)
- Thomas de Wllst (1218-1222)
- Gilles de Bourne (1222-1231)
- Henry de Basing (1231-1238)
- Robert de Hegham (1238-1249)
- Eustachius (1249-1252)
- Gilbert de Asshe (1252-1292)
- Nicholas Tregony (1292-1292 ) 6)
- Edmund de Herierd (1296-1305)
- Geoffrey de Alkemondbury (1305-7)
- William de Brokesburn (1307-1334)
- Thomas de Kent (1334)
- John de Lytlynton (1339–1345)
- Guillaume de Friston (1345–1361)
- Geoffroy de Chaddesley (1361–138)
- Robert de Wyndesore (1368–1403)
- Michael Kympton (1403–1413)
- John Romeney (1413–1432)
- Thomas Shirfeld (1432–1439)
- William Kent (1439-1442)
- John Kingston (1442-1485)
- John Gisbourne (1485-1502)
- William Sayling (1502-1520)
- John Lacy (1520-1530)
- John Ramsey (= John Bowles) (1530-1538)